# Lithobius tibiotenuis
Lithobius tibiotenuis är en mångfotingart som beskrevs av J.R. Eason 1989. Lithobius tibiotenuis ingår i släktet Lithobius och familjen stenkrypare.
Artens utbredningsområde är Thailand. Inga underarter finns listade i Catalogue of Life.